# 29. april
29. april je 119. dan leta (120. v prestopnih letih) v gregorijanskem koledarju. Ostaja še 246 dni.

## Dogodki
- 1365 – Metlika dobi mestne pravice
- 1707 – z združitvijo angleškega in škotskega parlamenta nastane Združeno kraljestvo
- 1855 – v Ljubljani ustanovljena prva skupina katoliških rokodelskih pomočnikov
- 1918 – bodoči letalski as Eddie Rickenbacker sestreli prvo letalo s pomočjo Jamesa Halla
- 1925 – v Parizu odprta razstava, po kateri je poimenovana umetniška smer art déco
- 1938 – začetek konference v Münchnu; podpis münchenskega sporazuma
- 1945:
  - ameriške enote osvobodijo koncentracijsko taborišče Dachau, med 30.000 osvobojenimi zaporniki je tudi 1.746 Slovencev
  - kapitulacija nemško-italijanskih enot v Italiji in na Tirolskem, ki začne veljati 2. maja 1945
- 1967 – v New Yorku premierno uprizorijo muzikal Hair
- 1975 – ameriške vojaške enote zapustijo Vietnam
- 1991 – tajfun v Bengalskem zalivu zahteva 140.000 smrtnih žrtev; 10 milijonov jih ostane brez strehe nad glavo
- 2011 –  v Westmintrski opatiji se poročita princ William in Kate Middleton

## Rojstva
- 1818 – Aleksander II., ruski car († 1881)
- 1842 – Karl Millöcker, avstrijski skladatelj († 1899)
- 1854 – Henri Poincaré, francoski matematik, filozof († 1912)
- 1863 – William Randolph Hearst, ameriški medijski mogotec († 1951)
- 1865 – Maks Fabiani, slovenski arhitekt († 1962)
- 1872 – Forest Ray Moulton, ameriški astronom († 1952)
- 1876 – Zavditu, etiopska nigiste negasti († 1930)
- 1899 – Edward Kennedy »Duke« Ellington, ameriški jazzovski skladatelj, pianist († 1974)
- 1901 – Hirohito, japonski cesar († 1989)
- 1936 – 
  - Zubin Mehta, indijski dirigent
  - Ciril Škerjanec, slovenski violončelist in pedagog († 2009)
- 1943 – Andrej Inkret, slovenski kritik, esejist, urednik in dramaturg
- 1954 – Jerry Seinfeld, ameriški komedijant
- 1963 – Simona Weiss, slovenska pevka († 2015)
- 1968 – Kolinda Grabar-Kitarović, hrvaška političarka
- 1970 – 
  - Andre Agassi, ameriški teniški igralec
  - Uma Thurman, ameriška igralka
- 1990 – Tanja Šmid, slovenska plavalka

## Smrti
- 1109 – Hugo Clunyjski, francoski benediktinski menih, reformator (* 1024)
- 1166 – Ivan V. Aleksandrijski, koptski papež
- 1236 – Iltutmiš, ustanovitelj Delhijskega sultanata
- 1326 – Blanka Burgundska, francoska in navarska kraljica (* 1296)
- 1347 – Marija Navarska, aragonska kraljica (* 1330)
- 1380 – Katarina Sienska, italijanska dominikanka, teologinja, mistikinja, filozofinja in cerkvena učiteljica (* 1347)
- 1847 – Valentin Stanič, slovenski pesnik, planinec, duhovnik (* 1774)
- 1919 – Srečko Puncer, slovenski borec za severno mejo (* 1895)
- 1951 – Ludwig Wittgenstein, avstrijsko-angleški filozof (* 1889)
- 1962 – Tanabe Hadžime, japonski sodobni filozof (* 1885)
- 1980 – Alfred Joseph Hitchcock, britanski filmski režiser (* 1899)
- 1987 – Slavko Jan, slovenski gledališki režiser, igralec, pedagog (* 1904)
- 2007 – Ivica Račan, hrvaški premier (* 1944)
- 2008 – Albert Hofmann, švicarski kemik in izumitelj droge LSD (* 1906)

## Prazniki in obredi
- Svetovni dan plesa - na ta dan se je namreč rodil pomemben koreograf in reformator baleta Noverre